# Lelaps picta
Lelaps picta är en stekelart som beskrevs av Walker 1862. Lelaps picta ingår i släktet Lelaps och familjen puppglanssteklar. Inga underarter finns listade i Catalogue of Life.